# 毛泽东之死
北京时间1976年9月9日0时10分，中共中央委员会主席毛泽东于北京逝世，享年82岁（虚龄83岁）。9月9日下午4时，中国共产党中央委员会、中华人民共和国全国人民代表大会常务委员会、中华人民共和国国务院、中国共产党中央军事委员会联合通过中央人民广播电台、中国国际广播电台和新华社以《告全党全军全国各族人民书》的形式联合发表讣告，向国内外正式公布了这个消息，并总结和评价毛泽东的一生。讣告由当时中央人民广播电台广播员耿绍光（即夏青）担任广播，称：“我党我军我国各族人民敬爱的伟大领袖、国际无产阶级和被压迫民族被压迫人民的伟大导师、中国共产党中央委员会主席、中国共产党中央军事委员会主席、中国人民政治协商会议全国委员会名誉主席毛泽东同志，在患病后经过多方精心治疗，终因病情恶化，医治无效，于1976年9月9日0时10分在北京逝世”。
继1月8日周恩来、7月6日朱德先后逝世，毛泽东是第三位于1976年逝世的中国国家重要领导人。
迄今中国政府并无正式透露毛泽东的病因。

## 晚年病情

### 1970年
1970年九屆二中全會之後，毛澤東睡眠已很不好，不停地咳嗽，痰多又吐不出，打針也不管用，好了又犯，沒有完全止住過；有時因為咳嗽而無法臥床，只能日夜坐在沙發上:299。

### 1971年
1971年快入冬時，被診斷為大葉性肺炎，肺部疾病又影響心臟:288。

### 1972年
1972年初曾发生严重休克。

### 1973年
1973年，毛澤東眼睛也越來越看不清楚，老年性白內障發展得很快:331。

### 1974年
1974年6月，毛澤東健康出現明顯問題，經神經科和內科專家會診後提議，中共中央決定第二次為毛澤東專門成立醫療組，成員包括心血管內科、神經內科、麻醉科、耳鼻喉科、呼吸管理、外科、重病護理等方面專家；醫療組存在兩年多，直到毛澤東去世:378。7月，身患多種疾病之毛澤東準備赴南方易地休養；7月18日毛澤東抵達武漢，進行眼病會診:378-379。8月間，經來自各地之眼科專家確診：毛澤東雙眼都患有老年白內障，以右目為重，左目稍輕:379。毛澤東兩腿和雙腳浮腫，在11月29日至12月4日在室內游泳池裡游泳4次，到12月5日為毛澤東一生中最後一次游泳:393-394。

### 1975年
1975年2月，毛澤東說話含混不清，兩腿時常疼痛，醫生建議盡可能少看書、多運動:404。毛澤東之健康狀況在回北京後越來越壞，吃藥也沒有多少效果，1975年下半年以後，在床上躺著時間多:423。7月23日，毛澤東同意對白內障眼病施行手術治療，第二天毛澤東之左眼能看見東西:430，手术后恢复一半视力。

### 1976年

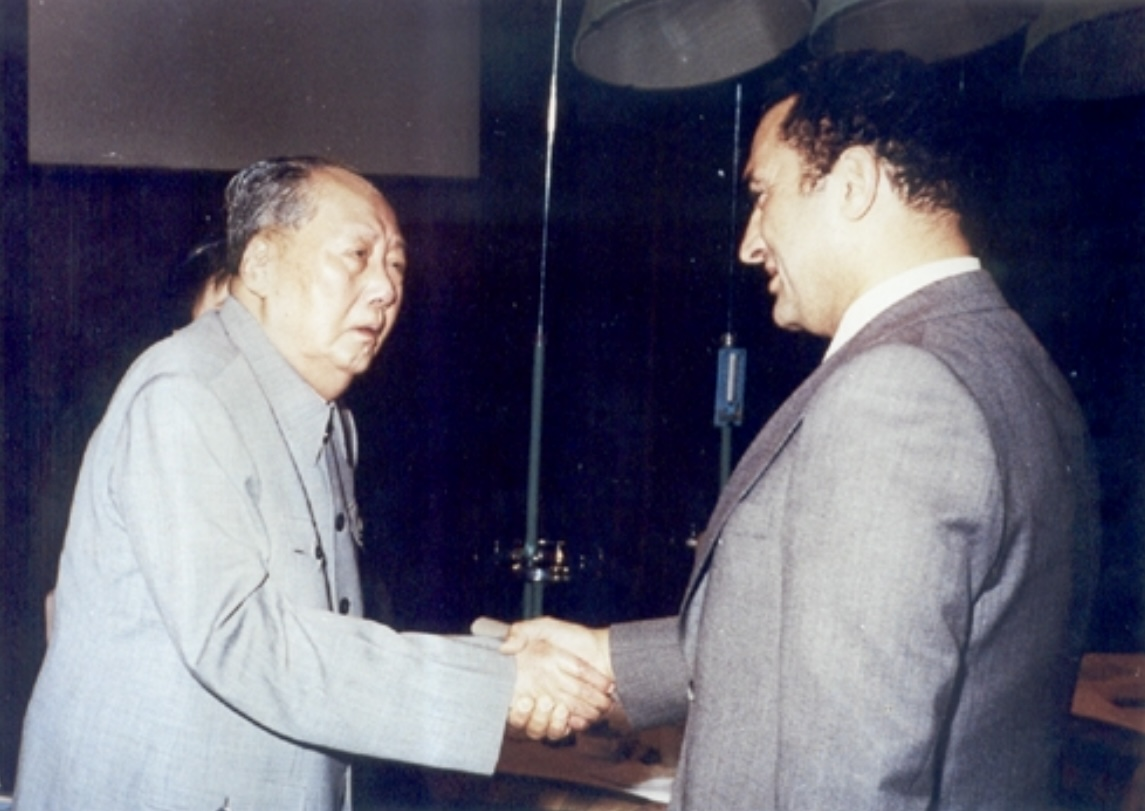
1976年4月20日 毛泽东会见埃及时任副总统穆巴拉克

1976年，毛澤東健康狀況迅速惡化，吃藥吃飯都需要人餵，每天只能吃一二兩飯，行走更是困難:445。周恩來於1月8日在北京病逝:445。5月起，毛澤東病情不斷加重，身體極度衰弱；5月27日，毛泽东最后一次会见外宾——巴基斯坦总理布托，此后不再公开露面；6月初，毛澤東突患心肌梗塞，經過及時搶救，才脫離危險:462。7月，毛澤東許多時間處昏迷半昏迷狀態，靠鼻飼生活:464。進入8月，毛澤東健康狀況更趨惡化，已常處昏迷狀態:465。8月18日，中共中央《關於唐山豐南一帶抗震救災的通報》，是毛澤東生前圈閱之最後一份文件:465。9月8日，毛澤東看文件、看書11次，共2小時50分鐘:465。
| 护理记录 | 护理记录 |
| --- | -------- |
| 医疗组全体医生： 胡旭东、陶寿淇、方圻、吴洁、姜泅长、高日新、翟树职、李志绥、陶桓乐、王新德、薛世文、周光裕、朱水寿、徐德隆、李春福 一九七六年九月八日 零时零分 体温36.9℃，脉搏103次/分，呼吸21次/分，血压170/80（mmHg），看文件14'。按摩双下肢，腹部人工辅助呼吸，有些微汗，生理盐水喷口腔六下。 零时五十分 呼吸24次/分。看文件10'30'。辅助人工呼吸，按摩下肢。 一时十分 看文件15'30"。 一时二十九分 血压150/70（mmHg），T波倒置，ST段压低0.15mv。（注：表示心肌缺血。） 一时四十分 主席自己使劲。马上去看，发现尿床约200ml。 一时四十五分 血压180/80（mmHg）。看文件10'。 二时零五分 脉搏116次/分。看文件9'。爽身粉擦大腿。 五时十六分 有轻度紫绀（注：表示缺氧），尿床200cc。 五时五十分 换枕头及耳枕。看书7'。 十一时十五分 体温37℃，脉搏102次/分，呼吸26次/分。双手双脚发凉。 十一时二十一分 嘴唇紫绀明显。做呼吸器很短，不要。手指甲发绀。 十一时五十分 ST段压低加深0.3mv。（注：表示心肌缺血加重。） 十二时四十七分 看文件21'。液体滴数速（度）调至20gtt/分。（注：即分钟二十滴。） 十三时十五分 ST段压低0.3mv。出现二个室性早跳连续发生。（注：表示心肌缺血加重，并有一定程度的心律失常。） 十三时十八分 看文件12'。 十四时零四分 口唇、手指甲发绀明显，给做呼吸器1'27'。 十四时零八分 继续做腹部人工辅助呼吸。 十四时零九分 脉搏106次／分，呼吸24次／分。看文件18'。 十四时三十五分 血压160/65（mmHg）。看文件23'。按摩右上肢及双脚。 十六时三十分 ST段压低0.1-0.2mv，室性早跳一次。 十六时三十七分 看文件30'。 |          |

## 逝世前後
1976年9月8日中秋节，毛澤東血壓開始下降，入夜中共中央政治局成員分批前往看望毛澤東；9月9日零時10分，經連續4個多小時搶救無效，毛澤東心臟停止跳動:466。毛澤東在北京中南海202別墅內逝世。
| 医疗抢救记录:前插页,158 | 医疗抢救记录:前插页,158 |
| --- | ----------------------- |
| 医疗组全体医生： 胡旭东、陶寿淇、方圻、吴洁、姜泅长、高日新、翟树职、李志绥、陶桓乐、王新德、薛世文、周光裕、朱水寿、徐德隆、李春福 18：34 做呼吸器1'，又做雾化吸入4'46'' 18：39 喉咙里有痰咳不出，拍背，呼吸乏力 18：40 生理盐水喷口腔 18：45 做呼吸器27'' 18：47 痰咳不出，用吸痰器吸痰，吸出一点，拍背 18：50 做雾化吸入10' 19：05 19：00 ST段压低0.2mv，室性早跳一次 19：07 开泵从胃管进西瓜水50ml，进食前■■（因系手迹，此二字辨认不清）未抽出胃液，打进10ml■（因系手迹，此一字辨认不清）水也未抽出，未发生呛咳 19：17 口唇、手指甲发紫，做呼吸器10' 19：20 从胃管进K-lor0.75克，冲水40u，白水冲管10 u 4.50 u 19：25 入睡10'，做呼吸器后紫绀好一些 19：35 生理盐水喷口腔 19：39 喉咙里有痰，拍背，生理盐水喷口腔 20：05 紫绀明显，吸痰及用呼吸器几分钟后紫绀一度减轻 20：30 四肢发凉，神志模糊，紫绀又加重，用呼吸器后稍减轻 20：55 神智更不清楚，经鼻腔吸痰时无反应 21：44 出现阵发性房性心动过速 22：15 血压降至80/85（mmHg） 23：44 瞳孔放大，对光反射消失 （9月9日）00：04 抽吸两下，血压测不到 00：06 自主呼吸完全消失 00：10 心跳停止 |                         |

1976年9月9日，《告全黨全軍全國各族人民書》發佈，宣告毛澤東逝世:466；同日組成毛澤東治喪委員會:468。9月9日16时整新华社发布通讯《告全黨全軍全國各族人民書》，中央人民广播电台同时播出，正式公布毛泽东的死讯，华国锋、王洪文、葉劍英、张春桥、江青、姚文元、李先念等人担任毛泽东治丧委员会委员。
中共中央至今尚未公布毛泽东因何病而死。参与了毛澤東遗体解剖的刘雪桐后来说，毛澤東死因是心血管疾病。曾任毛泽东醫疗组組長、中国人民解放军第三〇五医院院長的李志绥在其移民美国后出版的回忆录中称，毛澤東患有肌萎縮性脊髓側索硬化症（俗稱「漸凍人症」），而不是帕金森氏症，其死因是漸凍人症及心血管疾病:9。
1976年9月11日至9月17日人民大會堂舉行毛主席弔唁儀式，各方代表30多萬人參加弔唁；9月18日下午3時，「偉大的領袖和導師毛澤東主席追悼大會」開始:468。王洪文主持，华国锋致悼词，共计数十万北京及全国各地的民众参与了追悼大会。华国锋致悼词以后，参加追悼大会的群众向毛泽东遗像三鞠躬，最后现场奏《东方红》，追悼大会结束。当时天安门广场上站了前来悼念毛泽东的民众，人数估计多达几十万，全国各地同时举办相关的追悼活动，并收听中央人民广播电台的实况转播。
由于毛泽东、朱德、周恩来三位重要领导人接连逝世，致使中央权力一度出现真空，因而政治局面顿时变得异常复杂，促使北京权力中心的各方加快了相关的计划与行动。在毛泽东逝世将近一个月后，1976年10月6日，时任中共中央第一副主席、国务院总理的华国锋连同叶剑英、汪东兴等党和国家高层元老采取果断措施，将江青等“四人帮”成员隔离审查，一举结束了已进行十年有余的文化大革命，史称“粉碎四人帮”。事后，华国锋当选为中共中央主席，正式成为新一任党和国家最高领导人。

## 身后安排

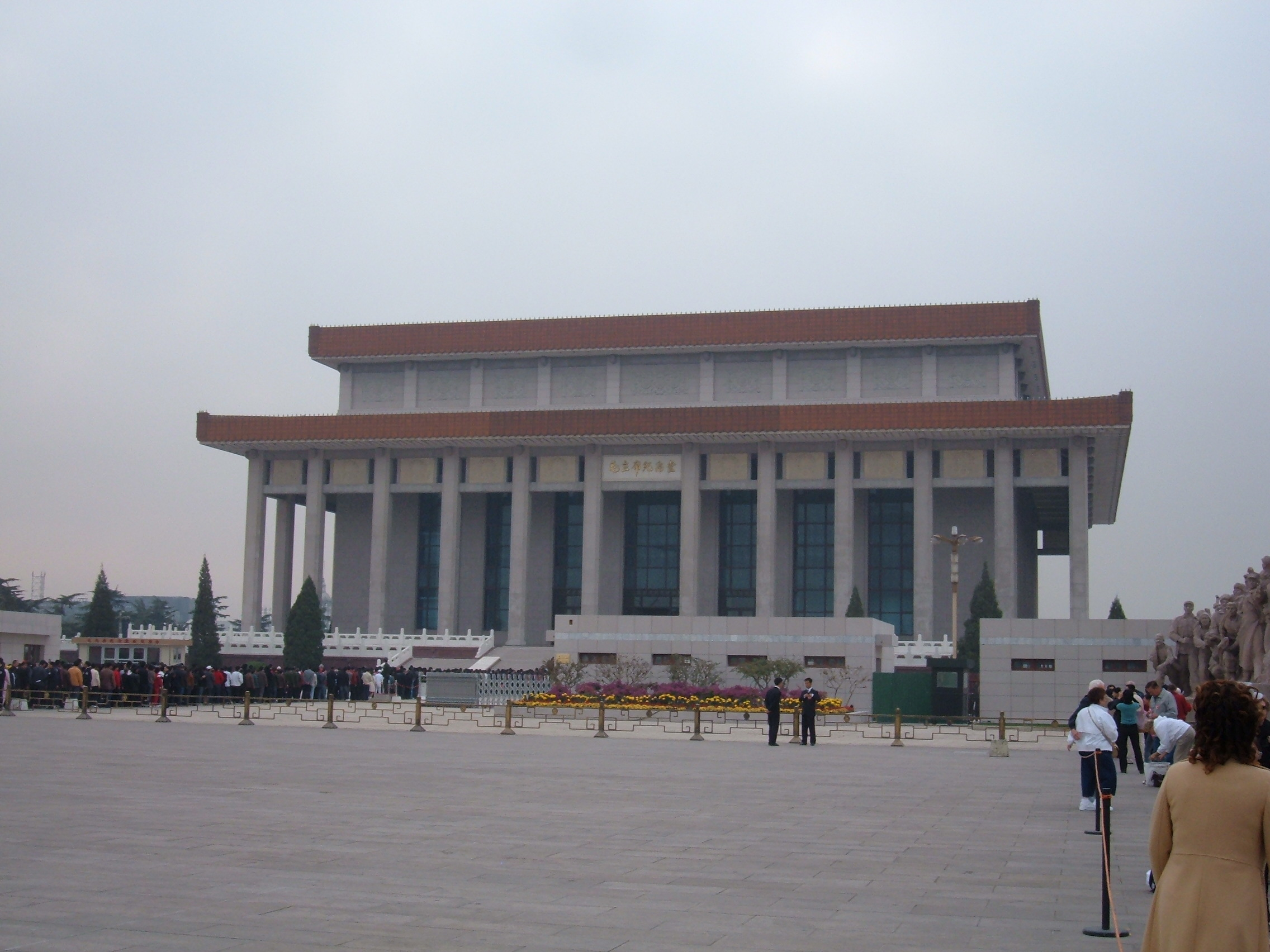
毛泽东於北京天安門廣場的陵寢

早在1956年，毛泽东曾在遗体火化的倡议书上签字。在其他场合，毛泽东还说过希望死后归葬湖南湘潭。后来，毛泽东曾在八宝山公墓为他和江青选择了一块墓地。虽然毛泽东生前鼓励火化、并在火化同意书上签名，但出于政治需要，中共中央政治局决定将他的遗体做永久保留。初时暂厝人民大会堂，完成防腐处理后被安放在水晶棺内:470。1976年10月8日，中共中央正式宣布将在天安门广场人民英雄纪念碑南侧正阳门北侧建立毛主席纪念堂，以永久保存遗体以此来供后人瞻仰。该纪念堂于1976年11月24日奠基，纪念堂半年后完工，盛放遗体的水晶棺也制作完成。1977年8月29日，盛放有毛泽东遗体的水晶棺被移入纪念堂內。1977年9月9日，在毛逝世一周年之际，舉行该紀念堂落成典禮大會，正式对外开放。由中共中央办公厅毛主席纪念堂管理局维护和运营。1980年8月21日和8月23日，中共中央副主席、国务院副总理、全国政协主席邓小平在接受意大利女记者奥里亚娜·法拉奇采访时表示将会保留该纪念堂，并且还同时还承诺将会永远保留天安门城楼上的在“两个‘万岁’（“中华人民共和国万岁”“世界人民大团结万岁”）”中间的毛泽东头像。后来，参观毛主席纪念堂成为特色的思想政治教育和红色旅游项目。

## 各方反应
在消息公布后的15分钟内，世界主要的媒体，包括路透社、美联社、法新社等都报道毛泽东的死讯。
9月9日，聯合國總部下半旗致哀，9月10日聯合國安理會為毛澤東逝世發唁電；9月21日在第31屆聯合國大會開幕式上，與會140多個國家之代表為悼念毛澤東肅立默哀:469。
123个国家的国家元首或政府首脑向中华人民共和国发出共169件唁电和唁函；105个国家的领导人及其代表或政府代表前往中华人民共和国驻各国使领馆吊唁。除中华人民共和国外，共计55个国家为毛泽东逝世下半旗致哀：
 阿富汗、 、 民主柬埔寨、 、 印度、 科威特、 、 尼泊尔、 新西兰、 巴基斯坦、 斯里蘭卡、 叙利亚、 土耳其、 北也門、 越南；
 阿尔巴尼亚、 賽普勒斯、 法國、 西德、 罗马尼亚、 瑞士、 南斯拉夫；
 阿尔及利亚、 贝宁、 、 、 刚果、 埃及、 赤道几内亚、 埃塞俄比亚、 加彭、 、 、 几内亚、 、 、 马达加斯加、 、 莫桑比克、 尼日尔、 奈及利亞、 、 、 苏丹、 坦桑尼亚、 突尼西亞、 乌干达、 、 尚比亞；
 阿根廷、 加拿大、 智利、 、 巴拿马、 委內瑞拉。
 、 牙买加、 模里西斯、 荷蘭、 等国议会举行追悼仪式或通过决议，对毛泽东逝世致哀。

#### 美国
美國總統杰拉尔德·福特第一時間向北京致唁電：
|  | 在任何时代成为历史伟人的人是很少的。毛主席是其中的一位。他的领导是几十年来改造中国的决定性因素，他的著作给人类文化留下了深刻的印记。他的确是我们时代的一位杰出人物。 一九七五年十二月我访问北京时曾有幸会见了毛主席。我们的谈话促进了美中关系沿着我们两国早先设想的路线发展。请让我现在象那时一样申明，美国决心在上海公报的基础上完成我们关系的正常化。这将是赞扬他的远见的恰当的方式，也将有益于我们两国人民。 |

此後他又在記者會上發表了聲明：
|  | 毛主席是中国现代史上的一位巨人。他是一位以他的行动深刻地影响到他的国家的发展的领导人。他对历史的影响将远远超出中国的国界。 美国人不会忘记，正是在毛主席的领导下，中国同美国一起采取行动结束了一代人的敌对情绪，在我们两国关系上开创了一个新的和比较积极的时代。我相信，毛主席帮助创建的中华人民共和国、美国之间的关系改善的趋势将会继续对世界和平和稳定作出贡献。我代表美国政府和美国人民向中华人民共和国政府和人民表示哀悼。 |

于1972年历史性访华的前总统尼克松发表声明致哀：
|  | ……他是一位具有非凡勇气和思想坚定的人，他一直工作到生命的最后几天…… 毛泽东是一代伟大的革命领导人中的一位出类拔萃的人。他不仅是一个完全献身的和重实际的共产党人，而且他也是一位对中国人民的历史造诣很深的富有想象的诗人。 一些年以前，他写了一首诗，这首诗说：“多少事，从来急；天地转，光阴迫。一万年太久，只争朝夕。” ……毫无疑问，他只争朝夕地为了他所看到的前景和他那样强烈信仰的原则而努力。 |

福特委派总统国家安全事务助理斯考克罗夫特作为他的代表，前往中华人民共和国驻美国联络处致哀；国务卿基辛格等官员也前往吊唁。

美国媒体对毛泽东逝世及毛泽东评价不一，紐約時報評價：
|  | 中华人民共和国成立时是一个农业佔统治地位的半封建国家，大部分人口是文盲，毛發起了一系列规模庞大，有时引发剧烈动荡的运动，旨在将它改造为一个现代化、工业化的社会主义国家。到他去世时，中国已经能够制造自己的核弹与制导导弹，成了石油生产大国。在中国的复兴过程中，毛还改写了中国的外交进程，为西方国家通过“不平等条约”强加给中国的百年耻辱画上了句号，为中国赢得了全新的承认与尊敬。 ……与此同时，他不允许任何人反对自己的控制，为了巩固新政权，50年代初，他发起了一场运动，数以十万计的人们遭到处决。50年代末，不顾党的其他领导人的批评，他发起了“大跃进”，最终导致了大规模经济混乱和食品短缺。在他统治的年代，他打倒了党内一个又一个竞争对手。他还冒着令整个国家陷入混乱的风险展开了“文化大革命”。 |

#### 苏联
由於中蘇交惡，蘇聯方面只在官方報紙的角落簡短提及毛澤東去世，並通過塔斯社批評了毛澤東思想。不過苏联与其七个卫星國曾以党的名义集体發出唁電，但由於中蘇交惡导致中共与包括苏共在内的部分共产主义政党关系中断，遭到了中华人民共和国外交部的拒收。苏联部长会议第一副主席基里尔·马祖罗夫、外交部长葛罗米柯代表苏联政府前往中国驻苏联大使馆致哀。

#### 朝鮮民主主義人民共和國
朝鮮勞動黨總書記金日成向中共中央發出唁電：
|  | ……毛泽东同志是中国共产党、中国人民解放军和中华人民共和国的缔造者，是伟大的无产阶级革命家，是国际共产主义运动和工人运动的卓越领导人之一，是朝鲜人民最亲密的战友。 毛泽东同志的一生和整个斗争历程，是无产阶级革命家的生动典范，他为争取中国人民革命事业、全世界被压迫民族和被压迫人民解放事业和国际共产主义事业的胜利而贡献出了自己的一切。 毛泽东同志高举无产阶级国际主义旗帜，积极支持和声援各国人民反对帝国主义和殖民主义、争取自由、解放、民族独立和社会主义的革命斗争。 毛泽东同志一向把我国人民的革命斗争看作是中国人民自己的斗争，越是困难的时候越是诚心诚意地支援我们，同我们同生死共患难，是朝鲜人民最亲密的战友。 在朝鲜人民为反对美帝国主义武装侵略者而进行激烈斗争的祖国解放战争时期，毛泽东同志粉碎了国内外敌人的一切阻挠，掀起抗美援朝运动，用鲜血援助了我国人民的正义斗争。 毛泽东同志为加强朝中两党、两国人民之间的伟大友谊和战斗团结作出了杰出的贡献，他的不可磨灭的业绩将永远铭刻在朝鲜人民的心里。 毛泽东同志的逝世，不仅是中国人民，而且也是朝鲜人民和世界革命人民的巨大损失。 毛泽东同志虽然逝世了，但他留下的崇高业绩将与世长存。 |

金日成于9月11日亲自前往中國驻朝鮮大使館吊唁。朝鮮政府還將9月10日至18日定為全國哀悼期，下半旗誌哀，并舉行了大規模的悼念活動；中国驻朝鲜大使馆共接待一万余人前来吊唁，收到唁电五千二百多封。

#### 阿尔巴尼亚
阿尔巴尼亚劳动党中央、人民议会主席团和部长会议联名向中共中央、全国人大常委会和国务院发去唁电：
|  | 在中国共产党人和全体中国人民、全世界的马克思列宁主义者和革命者深感悲痛的时刻，阿尔巴尼亚劳动党中央委员会、阿尔巴尼亚人民共和国人民议会主席团和政府、阿尔巴尼亚共产党人和全体人民向中国共产党人、伟大的中国人民、中国共产党中央委员会、中华人民共和国全国人民代表大会常务委员会和国务院表示最深切的哀悼。 毛泽东同志作为伟大的马克思列宁主义者，同以赫鲁晓夫修正主义者为首的马克思列宁主义的敌人进行了坚决的斗争，为国际共产主义运动和工人运动立下了丰功伟绩。 阿尔巴尼亚共产党人和人民将永远铭记他们最亲爱和最尊贵的朋友，我们两党、两国人民和两个国家的兄弟革命友谊和牢不可破团结的缔造者毛泽东同志。 毛泽东同志的逝世对于中国共产党、中国军队和兄弟的中国人民是一个巨大的损失。我们相信，中国共产党人和人民在中国共产党的领导下，以毛泽东同志的不屈不挠的精神和崇高的革命品质为榜样，将抑制由于失去自己敬爱的伟大领袖和导师而引起的悲痛，将以百倍的力量把他的光荣业绩不断推向前进并更加发扬光大，以加强中国的无产阶级专政，争取建设社会主义的新胜利，粉碎帝国主义和修正主义反对中国人民、反对毛主席的无产阶级革命路线的任何阴谋诡计。 毛泽东同志永垂不朽！ |

阿尔巴尼亚领导人霍查、列希、谢胡等于9月10日上午前往中国驻阿尔巴尼亚大使馆吊唁。阿尔巴尼亚政府将9月16日至18日定为全国哀悼日，全国下半旗致哀，并在9月17日举办了毛泽东追悼会。
不过，毛泽东的逝世并没有缓和中阿两党间日益加深的分歧。1977年，阿尔巴尼亚劳动党开始公开批判毛泽东的三个世界理论“背离马列主义的教导、反革命和假反帝的性质”，中华人民共和国也在南斯拉夫总统铁托访华，中共与南共盟恢复两党关系的同时，于1978年7月终止了对阿援助，标志着中阿关系彻底决裂。

#### 罗马尼亚
罗马尼亚总统、羅馬尼亞共產黨總書記尼古拉·齐奥塞斯库在唁電中說：
|  | ……毛泽东同志是中国人民的伟大和成功的革命的领袖，这一革命是人类生活中具有历史意义的事件，对各国人民为摆脱外来统治、争取自由和民族独立、争取更加美好的生活而进行的革命斗争产生了强大的影响。 在共产党和毛泽东同志的领导下，中国人民在社会主义建设，发展经济、科学和文化，提高生活水平，在建设现代化的中国方面取得了卓越的成就。 中华人民共和国在反对帝国主义、新老殖民主义的斗争中表明她是当代一支强大的力量，她为世界革命变革的进程，为民族和社会的解放事业，为促进和平与社会主义作出了最重要的贡献。 毛泽东同志是罗马尼亚人民亲密的朋友。他努力发展我们两党、两国和两国人民之间的关系，以利于两国人民、利于社会主义与和平事业。 在这极其沉痛的时刻，我们以最大的同情，和中国共产党人、全体中国人民分担这一悲痛。我们相信，我们两党、两国之间的友谊、合作和团结将继续加强和日益发展。 请向逝世者的家属转达最诚挚的哀悼。 |

齐奥塞斯库于9月11日前往中国大使馆吊唁。罗马尼亚政府將9月18日定為全國哀悼日，全国下半旗誌哀，并舉办了毛泽东追悼会。

#### 越南
越南勞動黨以最高規格發表唁電：
|  | 在中国人民和越南人民长期的革命斗争过程中，毛泽东主席和中国共产党，胡志明主席和越南劳动党，共同精心培育了中越两国人民之间的伟大友谊和战斗团结，这一友谊得到了日益美好的发展，正如胡志明主席所说“越中情谊深，同志加兄弟”。 越南人民永远铭记敬爱的毛泽东主席所说的“七亿中国人民是越南人民的坚强后盾，辽阔的中国领土是越南人民的可靠后方”这一充满情谊的话语。我们越南人民无比深切地感谢毛泽东主席、中国共产党、中国政府和兄弟的中国人民给予我们革命事业的巨大的、宝贵的支持和援助。 毛泽东主席的逝世，使中国共产党和中国人民失去了一位伟大的领袖，越南人民失去了一位敬爱的朋友。我们怀着真诚和深厚的感情，同中国共产党人和兄弟的中国人民共同承受这一巨大的损失。我们坚信中国共产党全体党员和兄弟的中国人民将化悲痛为力量，继续把中华人民共和国的社会主义建设事业推向前进，夺取更加巨大和辉煌的胜利。 越南劳动党、越南社会主义共和国政府和越南人民遵循敬爱的胡志明主席的教导，将一如既往，竭尽全力培育越南人民和中国人民之间的伟大友谊和战斗团结，使之牢不可破，万古长青。 |

孙德胜、黎笋、长征、范文同、武元甲等越南党政领导人分别于9月10日、11日前往中国驻越南大使馆吊唁。9月18日，根据越南政府会议决定，越南各机关、部队、工厂、矿山、企业（包括工地）、学校及停泊在越南港口的越南船只下半旗致哀。

#### 
老挝党政领导人凯山·丰威汉、苏发努冯向华国锋、宋庆龄发出唁电：
|  | ……毛泽东同志的逝世，使中国共产党和中国人民失去了自己敬爱的伟大领袖；毛泽东同志的逝世，也使老挝人民失去了一位一贯给予老挝革命以支持与援助的亲密战友，老挝人民永远铭记这一宝贵的恩情。 虽然毛泽东同志与我们永别了，但是我们坚信，老中两党和两国人民传统的兄弟友谊和战斗团结将继续不断发展。 我们代表老挝人民革命党、最高人民议会、老挝人民民主共和国政府和老挝人民对毛泽东同志的逝世表示哀悼，分担中国共产党、中华人民共和国全国人民代表大会、中华人民共和国政府和兄弟的中国人民的悲痛，并向江青同志及其他家属致以亲切的慰问。 |

当时在古巴率代表团访问的凯山·丰威汉在9月10日下午率团前往中国驻古巴大使馆，吊唁毛泽东逝世，苏发努冯等其他党和国家领导人于9月14日前往中国驻老挝大使馆吊唁；老挝人民革命党和老挝政府决定，从9月14日至18日，政府各部门和各地国家机关降半旗志哀。
澳大利亚总督约翰·克尔爵士說：「我知道中华民族的每个成员，今天像个家庭失去家长一样，感到损失」，總理约翰·马尔科姆·弗雷泽評價：
|  | 他漫长的一生和壮丽的事业记录了许多方面的独特成就。他首先是一位伟大的爱国者，在他的指引和鼓舞下，中国重新赢得了民族尊严和国际威望。由于他的指引，近年来中国在世界事务中开始起重大的作用。新兴的中国就是他永久的纪念碑。 |

前总理、于任上同中华人民共和国建交的高夫·惠特拉姆发表声明：
|  | 半个多世纪以来，他领导了历史上最大规模的群众运动之一，二十七年来，他是世界上人口最多的国家的受尊敬的领导人和精神的体现者。很少有人同一个现代国家的发展、同这个国家的人民的理想和愿望，是如此不可分割地联系在一起的。 毛泽东主席的领导下，中国取得了她在多少世纪内所未曾取得过的国际威望和国内稳定，中国人民得益于中国从未有过的最廉洁的和最有效的政府。我的同事和我悲痛地获悉毛主席逝世，谨向中国政府和人民表示我们的深切慰问。 |

马尔科姆·弗雷泽、高夫·惠特拉姆于9月10日前往中国驻澳大利亚大使馆吊唁。

#### 日本
日本首相三木武夫、参议院议长河野谦三、众议院议长前尾繁三郎、内阁官房长官井出一太郎、大藏大臣大平正芳、外务大臣宫泽喜一、前首相田中角荣、日本社会党委员长成田知巳、公明党代表竹入义胜、民社党委员长春日一幸等人到中國驻日本大使館誌哀，前往中国大使馆和中国驻大阪总领事馆吊唁者共计达一万余人。
三木武夫就毛泽东逝世发表谈话：
|  | 获悉中国共产党主席毛泽东与世长辞，不禁感到惊讶和深切的悲痛。这位主席不仅是中华人民共和国的缔造者，是八亿中国人民的伟大领袖，而且作为世界的大政治家在历史上建立了巨大的业绩。我对毛主席在日中邦交正常化时所展示的领导力量一向表示深切敬意。……我们决心遵循日中联合声明的精神，为了永远发展两国的睦邻友好关系，今后也要进一步不断作出努力。 |

日本各界人士于10月6日下午在东京隆重举行有三千人参加的“毛泽东主席国民追悼会”，日本首相三木武夫、参议院议长河野谦三、众议院议长前尾繁三郎、文部大臣永井道雄、日本社会党委员长成田知巳、公明党代表竹入义胜、中国驻日本大使陈楚等参加了追悼会。而新华社、人民日报等中国官媒也在日本官方釋出極大善意之後，重申北京支持日本主張收復被苏联佔領的北方四島的要求。

#### 巴基斯坦
巴基斯坦總統法兹尔·伊拉希·乔德里發表聲明：
|  | 作为改变了佔人类四分之一的人民生活的中国革命之父，毛主席是有史以来最杰出的领袖之一。作为政治家和思想家，他在人类史册上留下了不可磨灭的印记。 ……毛澤東主席一貫關心巴基斯坦的幸福和進步，這使他永遠活在我們心中。巴基斯坦人民同兄弟的中國人民一起哀悼這位偉人的逝世。 |

巴基斯坦總理布托发表声明：
|  | ……毛泽东没有死。他永垂不朽。他的思想将继续指导各国人民和各民族的命运，一直到太阳永远不再升起。如果仅仅从中国的角度来衡量他的划时代的功绩，那将有损于对这位非凡的人物的纪念。当然，毛泽东为中国和中国的八亿人民创造了奇迹，但是他是一位崇高的世界领袖，他对当代形势发展的贡献是无与伦比的。 今天，全世界在哀悼毛泽东的去世，但是到明天黎明降临的时候，全世界会起来唱赞歌，永远称颂他。我的思想和感情，同我的同胞一样，充满着悲痛和哀伤。他的谦逊和风趣，他的光荣和伟大，毛泽东的英勇无畏和胜利是最明显不过的定论。毛泽东的名字将永远同穷人和被压迫者的伟大而正义的事业联系在一起。他永远是人类反对压迫和剥削的斗争的光辉象征，是反对殖民主义和帝国主义的胜利的标志。我们巴基斯坦人向不朽的毛泽东致敬。 |

乔德里总统和布托总理亲赴中国大使馆吊唁；巴基斯坦全国下半旗七天致哀。

#### 南斯拉夫
南斯拉夫共產主義者聯盟主席兼總統鐵托評價：
|  | 杰出的革命家、中国人民的领袖、中国共产党和中国人民解放军以及中华人民共和国的缔造者毛泽东主席把他的整个一生献给了争取现代中国的自由、独立、创建和发展的斗争，几十年来一直领导了你们伟大的国家和人民。 毛泽东主席的逝世使中国人民失去了最杰出的领袖。如果没有他，现代中国是难以想象的。 他的逝世不仅对中华人民共和国的人民，而且对整个进步人类都是不可弥补的损失。人们将永远记得他的形象和他的业绩。 |

南斯拉夫社会主义联邦共和国主席团副主席维多耶·扎尔科维奇、联邦议会议长基罗·格利戈罗夫、联邦执行委员会主席杰马尔·比耶迪奇于9月11日前往中国大使馆吊唁。
此后，中南关系持续改善和发展，1977年8月30日至9月8日，南斯拉夫总统铁托访华，受到中方高规格热烈欢迎，以此次访问为标志，中国共产党和南斯拉夫共产主义者联盟重新恢复了党的关系。铁托还成为了毛主席纪念堂落成之后，首位前往瞻仰毛泽东遗容的外国领导人。

#### 英国
英国首相办公室发表声明：
|  | 首相和他在政府中的同事们获悉毛泽东主席逝世的消息极其悲痛。毛主席是本世纪杰出的领导人之一，他全心全意地献身于中国和中国人民。他将作为一位具有伟大远见的人和具有深刻历史意识的思想家而为人们所铭记。中国今天在世界上的地位就是他的无与伦比的成就的纪念。 |

英國女王伊丽莎白二世親致唁電，首相詹姆斯·卡拉漢說，「毛泽东主席漫长的一生中，他把自己全心全意地贡献给他的祖国和人民。中国的复兴是他半个多世纪以来杰出领导的不朽见证。他的影响远远超出了中国的疆界，无疑他将作为世界闻名的伟大政治家而被人们所缅怀。」
英国外交大臣安東尼·克羅斯蘭、前首相爱德华·希思前往中國驻英国大使館吊唁。

#### 法國
法國總統吉斯卡尔·德斯坦发表声明：
|  | 由于毛泽东主席的逝世，人类思想的一座灯塔熄灭了。 他来自中国人民的下层，使中国人民摆脱了昔日的屈辱，他以他行动上独有的魄力和果敢的思考，成功地使他们处于历史所承认的中心地位。 法国人民通过她的总统，向失去他们称之为他们伟大舵手的广大中国人民表示深切的哀悼。 |

他在致全国人大常委会宋庆龄副委员长（时任中华人民共和国国家元首）的唁电中称：
|  | 毛泽东主席来自中国人民大众，他使中国摆脱了昔日的屈辱，使中国恢复了历史赋予她的中心地位。毛泽东主席的逝世使人们失去了一位非凡的政治家、思想家和活动家。他从事的伟大事业和表现出来的果敢才能对中国和世界命运的影响比任何人都要深刻。 法国不会忘记，正是毛泽东主席和深切敬仰他的戴高乐将军一起促成了我们两国互相接近。 值此沉痛的时刻，法国人民和中国人民同样感到极为悲痛。 |

德斯坦于9月17日亲赴中國驻法国大使館吊唁，法国总理雷蒙·巴尔、外交部长路易·德居兰戈等法国高级官员也前往吊唁。9月11日，巴黎一万余市民舉行遊行集會，哀悼毛澤東的去世；9月18日，根据法国总统府的决定，法国所有公共建筑物下半旗致哀。

#### 西德
西德总统瓦尔特·谢尔在唁电中称“毛泽东决定性地参与创造了本世纪的历史”；总理赫尔穆特·施密特则称：
|  | 毛泽东主席是世界历史发展的创造者之一，是给中国人民指出走向新的未来的道路的人，他将为贵国人民和世界所永远铭记。我去年同已故者的谈话，给我留下了对这位伟人的不可磨灭的印象。我相信，中国人民及其领导人将遵循他的精神同世界其他各国人民一起为维护和平和人类进步而继续努力。 |

西德外长、自民党主席汉斯-迪特里希·根舍、联邦议院议长安妮玛莉·伦格尔、社民党主席，前总理威利·勃兰特以及其他主要政党领袖等前往中國驻西德大使館吊唁；9月18日，德意志联邦共和国所有国家机关下半旗致哀。

#### 中華民國（臺灣）
中國國民黨黨報《中央日報》在9月10日的頭版以標題「禍國殃民·百死莫贖 毛匪澤東斃命」刊登毛澤東的死訊，並在副標題稱「死訊宣布時奪權布置顯未完成 為匪偽留下無法收拾的爛攤子」。
|                                                        | 〔中央社臺北九日電〕為禍中國六十年的匪酋毛澤東，於今天凌晨結束了他醜惡的一生。 共匪「新華社」於今天下午四時播出匪黨「中央」、匪偽「全國人大常委會」、匪偽「國務院」與匪黨「中央軍委」的一封所謂「告全黨全軍全國全族人民書」中，宣布毛酋因病情惡化，醫治無效，於今天零時十分在北平死亡。 共匪這一文件，匪黨未提及毛酋曾留下任何遺言，也未提及毛酋死後對繼承人問題，作了什麼安排。 「新華社」在發表這一文件中透露，毛酋不但與「疾病鬥爭」，而且在奄奄一息的時候，仍不忘掌握匪黨匪軍的權力，「一直戰鬥到生命的最後一息」，更顯示毛酋未能完成奪權的布置，而在權力鬥爭中的煎熬中黯然死去，替匪偽頭目留下了一個無法收拾的爛攤子。 毛酋顯然是在四月五日天安門事件後病情加劇，他最後一次露面是於五月二十七日會見巴基斯坦總理布托，六月十五日匪黨「中央」宣布毛酋不再會見外賓。由於天安門事件引發了大陸人民的反毛反共怒火，毛酋雖在一怒之下整肅了鄧小平，但是卻無法平抑爆炸性的不滿情緒，天安門事件成了毛酋的催命符。七月底唐山發生大地震，整個大陸流傳著毛酋已臨末日的傳說，這一次大地震敲響了毛酋的喪鐘。 毛匪澤東畢生迷信權力，強調「階級鬥爭」，製造仇恨，煽動暴亂，為中國有史以來最暴虐的極權主義者，竊據大陸以來屠殺了七千萬的大陸人民，他自以為製造矛盾、發動階級鬥爭可以鞏固他的極權統治，但終於在無情的鬥爭下喪生。 他的死，正如大陸人民在天安門喊出的口號：「秦始皇的時代已經一去不復返了。」 |
| ——《中央日報》，臺北：中央日報社，民國六十五年九月十日 | |

9月11日，中華民國行政院院長蔣經國發表告大陸同胞書，號召大陸同胞、中共幹部、官兵及駐外人員「抗暴革命」：「中國國民黨是不問階級、不分彼此、只講大是大非、全民的民主革命政黨！每一個奮起抗暴的大陸同胞，就都是國民革命的精神黨員！每一個覺醒反共的共黨幹部，就都是國民革命的精神鬥士！每一個起義自救的共軍官兵，就都是國民革命的精神戰友！每一個脫離魔掌、投向自由的共黨駐外人員，就一樣是國民革命的志士仁人
！」並將《告大陸同胞書》透過中華民國國軍各空飄與海漂系統，傳送到大陸各地。前線國軍各播音站，也向大陸廣播了這份《告大陸同胞書》。
中華民國國民大會于9月10日發表聲明，呼籲大陸同胞“於毛匪斃命、匪黨內部權力鬥爭加劇之際，加強反共抗暴鬥爭，早日摧毀反人性、反人權的匪偽政權”。中華民國體育協進會理事長黎玉璽與四十五個單項運動協會則呼籲大陸運動員，“把握出國訪問及比賽的機會，投奔自由”。
由於香港無線電視製播《毛澤東特輯》，被認為是「通共媚匪」，中國電視公司、中華電視公司、臺灣電視公司發表共同聲明，抵制無線電視的節目、影片，停止各方面合作，同時波及同系的邵氏影業，後來邵逸夫前往台北，向蔣經國當面致歉後，到《楚留香》在台灣掀起熱潮，才宣告結束。
至於台灣民間，則在報道翌日，街頭有人放鞭炮、貼標語、掛出中華民國國旗等不同的方式表示慶祝。